# Mheer (Pays-Bas)
Mheer (en limbourgeois Maer) est un village néerlandais situé dans la commune d'Eijsden-Margraten, dans la province du Limbourg néerlandais. Le 1er janvier 2005, le village comptait 940 habitants.

## Histoire
Le 12ème Septembre 1944, Mheer, Noorbeek et Mesch sont libérés.
Le 1er janvier 1982, la commune de Mheer perd son indépendance. Elle est rattachée à la commune de Margraten, fusionnée depuis dans Eijsden-Margraten.